# 1715

Zonsverduistering

Het jaar 1715 is het 15e jaar in de 18e eeuw volgens de christelijke jaartelling.

## Gebeurtenissen
mei
- 3 - 11u01 Totale zonsverduistering zichtbaar in Nederland (Zonsverduistering van 3 mei 1715). Dit zal pas weer plaatsvinden 7 oktober 2135.

juni
- 17 - Markgraaf Karel III Willem van Baden-Durlach sticht de stad Karlsruhe met het leggen van de eerste steen van het Slot Karlsruhe, waarheen hij zijn residentie vanuit Durlach wil verplaatsen.

september
- 1 - Lodewijk XV volgt zijn overgrootvader op en wordt koning van Frankrijk. Hij regeert 59 jaar (tot 1774).

november
- 15 - De Nederlandse Republiek en Oostenrijk sluiten te Antwerpen het Barrièretraktaat, waardoor de Republiek het recht krijgt soldaten te legeren in acht steden in de Zuidelijke Nederlanden.

zonder datum
- Sultan Ahmed III verslaat de republiek Venetië en verovert de Morea. Nauplion valt.

## Muziek
- Georg Philipp Telemann schrijft zijn Kleine Camer-Music.
- De Venetiaanse componist Tomaso Albinoni schrijft in Amsterdam zijn 12 concerten opus 7.

## Bouwkunst

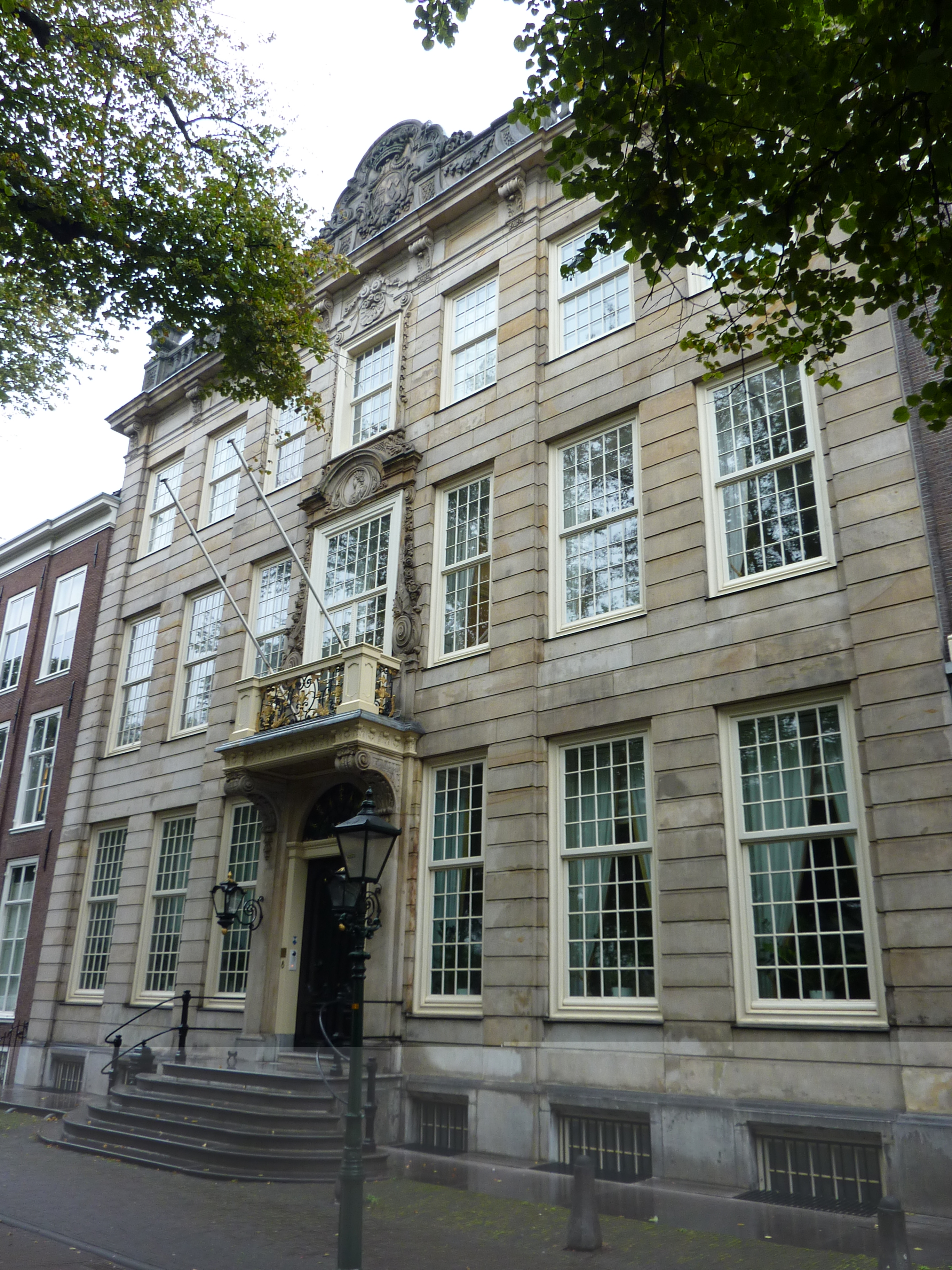
Huis Schuylenburch Den Haag (1715) Daniël Marot

## Geboren
januari
- 29 - Georg Christoph Wagenseil, Oostenrijks componist (overleden 1777)

mei
- 11 - Johann Gottfried Bernhard Bach, Duits organist (overleden 1739)

augustus
- 4 - Charlotte Sophie van Aldenburg, rijksgravin van Aldenburg, rijksgravin Bentinck (overleden 1800)

november
- 5 - Felix van Nicosia (geboren als Filippo Giacomo Amoroso), Italiaans lekenbroeder en heilige (overleden 1787)
- 13 - Dorothea Erxleben, Duits medicus (overleden 1762)

## Overleden
januari
- 7 - François de Salignac de la Mothe Fénelon (63), Frans schrijver

juli
- 30 - Nahum Tate (63), Engels dichter, Poet Laureate

september
- 1 - Lodewijk XIV van Frankrijk (76)